# Allodape skaifeorum
Allodape skaifeorum là một loài Hymenoptera trong họ Apidae. Loài này được Michener mô tả khoa học năm 1975.